# Нанукі (мікрорегіон)

Нанукі на карті штату Мінас-Жерайс

Нанукі (порт. Microrregião de Nanuque) — мікрорегіон у Бразилії, входить у штат Мінас-Жерайс. Складова частина мезорегіону Валі-ду-Мукурі. Населення становить 116 545 осіб на 2006 рік. Займає площу 8471,872 км². Густота населення — 13,8 ос./км².

## Склад мікрорегіону
До складу мікрорегіону включені наступні муніципалітети:
1. Бертополіс
2. Карлус-Шагас
3. Крізоліта
4. Фронтейра-дус-Валіс
5. Машакаліс
6. Нанукі
7. Санта-Елена-ді-Мінас
8. Серра-дуз-Айморес
9. Умбуратіба
10. Агуас-Формозас

| Бразилія | Це незавершена стаття з географії Бразилії. Ви можете допомогти проєкту, виправивши або дописавши її. |